# Un mundo diferente
Un mundo diferente es el título del quinto álbum de estudio grabado por el cantautor argentino Diego Torres. Fue lanzado al mercado bajo el sello discográfico BMG U.S. Latin el 20 de noviembre de 2001 en Argentina y el 23 de abril de 2002 en Estados Unidos, Hispanoamérica, España y resto del mundo. El álbum ha vendido 500.000 copias en toda Hispanoamérica y España y más 6 millones en todo el mundo. De este álbum se desprende el hit «Color esperanza».

## Información del disco
Mayormente comprende diferentes ritmos latinos tradicionales con un estilo contemporáneo. Coproducido por Kike Santander y Cachorro López, el álbum 13 pistas fue grabado en Buenos Aires, Madrid y Miami. El disco es considerado[¿quién?] como uno de los álbumes más vendidos de Argentina.
El primer sencillo fue "Sueños". Al poco tiempo, se lanzó el segundo sencillo, el hit Color esperanza, una canción compuesta por Coti Sorokin, también se considera como un himno a la esperanza[¿quién?], debido al contenido de las letras. La canción se convirtió en su canción más popular desde que se realizó en un concierto especial para el Papa Juan Pablo II. El álbum tuvo otros tres sencillos: Que no me pierda, Perdidos en la noche y Quisiera.

## Lista de canciones[7]
| Un mundo diferente |                                     |                                                                       |          |  |
| N.º                | Título                              | Escritor(es)                                                          | Duración |  |
| 1.                 | «Color esperanza»                   | Diego Torres · Cachorro López · Coti Sorokin                          | 4:26     |  |
| 2.                 | «Una gotita de tu amor»             | Diego Torres · Antonio Carmona · Cachorro López                       | 3:49     |  |
| 3.                 | «Quisiera»                          | Diego Torres · Joselin Vargas · Juan Carlos Gómez · Rolfi Calahorrano | 4:58     |  |
| 4.                 | «Por ti yo iré»                     | Diego Torres · Kike Santander                                         | 4:46     |  |
| 5.                 | «Conmigo siempre»                   | Diego Torres · Cachorro López · Sandra Baylac · Sebastián Schon       | 4:19     |  |
| 6.                 | «Sueños»                            | Diego Torres · Cachorro López · Sebastián Schon                       | 3:46     |  |
| 7.                 | «Que no me pierda»                  | Gustavo Santander                                                     | 5:05     |  |
| 8.                 | «Si tú te vas»                      | Diego Torres · Marcelo Wengrovski                                     | 4:32     |  |
| 9.                 | «Alegría»                           | Diego Torres · Cachorro López · Sandra Baylac                         | 2:42     |  |
| 10.                | «Perdidos en la noche»              | Kike Santander · Gustavo Santander                                    | 3:54     |  |
| 11.                | «No me olvides»                     | Diego Torres · Cachorro López · Coti Sorokin                          | 3:51     |  |
| 12.                | «Soy de la gente»                   | Diego Torres · Alex Batista · Ángel Frometa · Ledian Mola             | 4:45     |  |
| 13.                | «A través del tiempo» (Bonus track) | Diego Torres · Rolfi Calahorrano · Teddy Fernández Fiks               | 6:37     |  |

## Créditos y personal
- Ed Calle - Arreglista, Director, Saxofón
- Tony Concepción - Trompeta, Bugle
- Mike Couzzi - Ingeniero, Ingeniero de mezcla
- Sal Cuevas - Bajo Sexto
- Tino Di Geraldo - Percusión, Cajón, Batería
- Lee Levin - Batería
- Nicky Orta - Banjo, Bajo Sexto
- Manuel Sánchez - ingeniero
- Cesar Sogbe - Ingeniero
- Joselin Vargas - Cajón
- David Betancourt - Ingeniero
- Marcelo anez - ingeniero
- Luis Aquino - Trompeta, Bugle
- Diego Torres - Vocals, Arreglista, Productor, Productor Ejecutivo, Coros, Dirección
- Richard Bravo - Percusión, Shaker
- Cachorro López - Arreglista, Programación, Productor, Bajo Sexto, Dirección, Dirección Musical, Guitarra (Barítono)
- Bernardo Ossa - Arreglista, Teclados, Programación, Productor, Program Sequencer
- Kike Santander - Solo Instrumental, Guitarra, Arreglista, Productor, Productor Ejecutivo
- Milton Salcedo - Piano, Arreglista, Programación, Productor, Arreglos de viento, Secuenciador de programas
- Antonio Baglio - Masterización
- Pablo Etcheverry - Hammond Synth
- Sebastian Schön - Guitarra, Piano, Arreglista, Guitarra (Eléctrica), Teclados, Programación, Ingeniero, Fender Rhodes
- Juan jose virviescas - ingeniero
- Sebastian Schachtel - Acordeón
- Afo Verde - A&R
- Eduardo Bergallo - Ingeniero, Ingeniero de Mezcla
- Marcelo Wengrovski - Guitarra (Eléctrica)
- Andrés Canola - Guitarra (Eléctrica)
- Richard Nant - Trompeta, Flugelhorn, arreglos de viento
- Norm Smith - Ingeniero, Asistente de mezcla
- Dana Taboe - Trombón
- Ulises Butrón - Guitarra
- Dayan Abad - Guitarra (Acústica), Guitarra, Tres
- Anye Bao - Batería
- Buono, Carlos - Bandoneón
- Claudio Divella - Fotografía
- Javier veraldi - diseño gráfico
- Jose Luis Pagan - Guitarra (Acústica), Arreglista, Programación, Fender Rhodes
- Nicolás Arnicho - Percusión
- Celsa Mel Gowland - Coros
- Magalí Bachor - Coros
- Coti Sorokin - Coros
- Alex Batista - Coros
- Tere Batista - Coros
- Ángela Batista - Coros

## Certificaciones
| País      | Organismo certificador | Certificación | Ventas certificadas | Ref.  |
| --------- | ---------------------- | ------------- | ------------------- | ----- |
| Argentina | CAPIF                  | 4× Platino    | 160 000             | [ 8 ] |